# 元平王后
元平王后金氏（？—？），安山人，父親是侍中、推忠守節昌國功臣、開府儀同三司守司空、上柱國、安山郡開國侯金殷傅，高麗顯宗王詢之妻。她生一女：孝敬公主，此外史書對她的事一概失載。
她去世年份不詳，顯宗十九年十月贈諡號為元平王后，陵號宜陵。